# Máté Lékai
Máté Lékai [ˈmaːteː ˈleːkɒ.i] (* 16. Juni 1988 in Budapest) ist ein ungarischer Handballspieler.

## Karriere

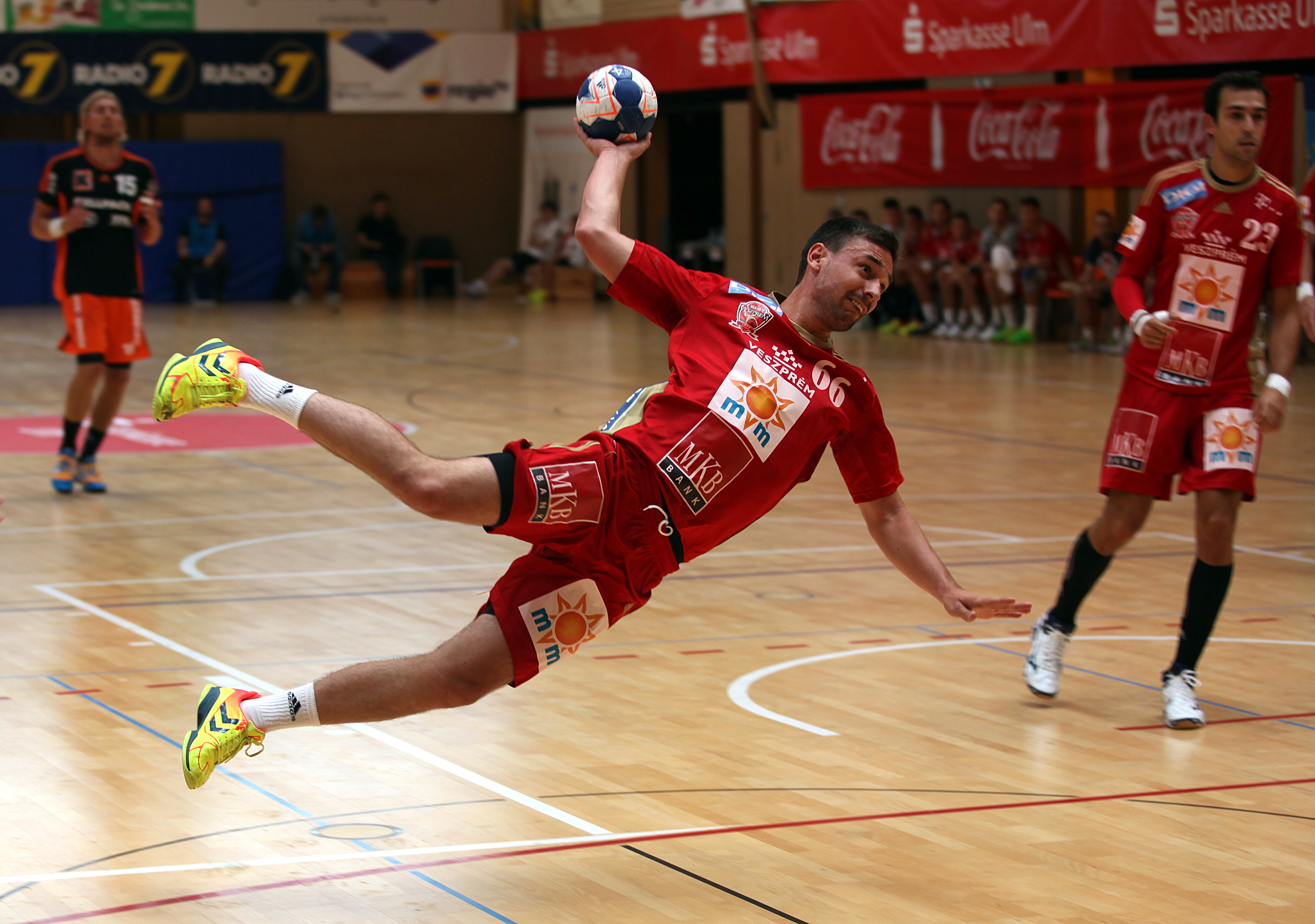
Máté Lékai beim Sparkassen-Cup 2014

Mit PLER KC spielte er im EHF-Pokal (Spielzeiten 2006/07, 2009/10) und im Europapokal der Pokalsieger (2005/06, 2007/08, 2008/09). 2010 wechselte er zu Pick Szeged und nahm in zwei Spielzeiten an der EHF Champions League teil. Der 1,90 Meter große und 82 Kilogramm schwere mittlere Rückraumspieler stand von 2012 bis 2014 beim RK Celje Pivovarna Laško unter Vertrag. 2013 und 2014 gewann er mit Celje den slowenischen Pokal sowie 2014 die Meisterschaft. In der EHF Champions League erreichte er 2012/13 und 2013/14 jeweils das Achtelfinale. Zur Saison 2014/15 wechselte er zum ungarischen Spitzenklub KC Veszprém. Mit Veszprém gewann er 2015, 2016, 2017 und 2019 die Meisterschaft, 2015, 2016, 2017, 2018, 2021 und 2022 den ungarischen Pokal sowie 2015, 2016, 2020 und 2021 die SEHA-Liga. Lékai verließ im Sommer 2022 KC Veszprém, für den er 753 Treffer in 315 Spielen erzielte. Anschließend unterschrieb er einen Zweijahresvertrag bei Ferencváros Budapest.
Máté Lékai warf in 198 Länderspielen für die ungarische Nationalmannschaft 592 Tore. Er stand im Aufgebot Ungarns für die Europameisterschaften 2010, 2014, 2018 und 2022 sowie die Weltmeisterschaften 2011, 2013, 2017, 2019 und 2021. Im Sommer 2012 nahm er an den Olympischen Spielen in London teil. Bei der Weltmeisterschaft 2025 warf er 22 Tore in sechs Spielen und belegte mit dem Team den 8. Platz.